# Smrt krásných srnců (film)
Smrt krásných srnců je český film režiséra Karla Kachyni, natočený v roce 1986 podle stejnojmenné sbírky autobiografických povídek Oty Pavla. Film ukazuje společenskou atmosféru v Československu ve 30. letech 20. století. Hlavním hrdinou je obchodní zástupce a prodejce vysavačů značky Electrolux (Karel Heřmánek), který vymýšlí nové metody prodeje a díky osobnímu šarmu se mu daří. Ve volnu pak užívá života a rybaří. Za nacistické okupace je však pro židovský původ propuštěn a jeho rodině hrozí transport do koncentračního tábora, podnikne proto riskantní cestu na venkov pro srnčí maso, aby nakrmil svojí rodinu před odjezdem do koncentračního tábora.

## Základní údaje
- Námět: Ota Pavel
- Scénář: Karel Kachyňa
- Hudba: Luboš Fišer
- Kamera: Vladimír Smutný
- Střih: Jiří Brožek
- Režie: Karel Kachyňa
- Další údaje: barevný, 91 min, hořká komedie
- Výroba: ČSSR, Filmové studio Barrandov, 1986

## Obsazení
| Karel Heřmánek      | tatínek Leo Popper                  |
| Marta Vančurová     | maminka Herma Popperová             |
| Rudolf Hrušínský    | Karel Prošek                        |
| Jiří Krampol        | boxer Jenda Hejtmánek               |
| Lubor Tokoš         | akademický malíř mistr Nejezchleb   |
| Dana Vlková         | Irma Korálková                      |
| Ladislav Potměšil   | ředitel firmy Korálek, Irmin manžel |
| Oldřich Vlach       | továrník Studený                    |
| Zuzana Geislerová   | Anička Studená, továrníkova žena    |
| Ladislav Trojan     | inspektor                           |
| Jan Přeučil         | inspektor                           |
| Marek Valter        | Prdelka, syn Popperových            |
| Jiří Strach         | Jirka, syn Popperových              |
| Jan Jirásek         | Hugo, syn Popperových               |
| Stanislav Zindulka  | prodejce Josef Vejvoda              |
| Zdeněk Dítě         | starosta                            |
| Alois Švehlík       | rozvědčík                           |
| Bronislav Poloczek  | řezník Franc                        |
| Jana Synková        | sekretářka Gutová                   |
| Milan Riehs         | JUDr. Jan Jakubíček                 |
| Karel Smrž          | bubnující posel Kovařík             |
| Valerie Čižmárová   | paní kapitánová Lili Holečková      |
| Jana Paulová        | paní majorová Zita Fialová          |
| Vladimír Pospíšil   | major Fiala                         |
| Daniela Bakerová    | Kalousová                           |
| Eugen Jegorov       | saxofonista                         |
| Jiří Knot           | farář                               |
| Blanka Lormanová    | hospodyně Růženka                   |
| Viktor Maurer       | ředitel Puppu                       |
| Jiřina Jelenská     | selka                               |
| Gabriela Wilhelmová | majitelka konzumu                   |
| Miloslav Štibich    | vrátný akademie                     |
| Roman Skamene       | funebrák                            |
| Stanislav Tříska    | sedlák                              |
| Ivan Vyskočil       | gestapák                            |

## Hodnocení
Filmový magazín Záběr oslovil šest filmových kritiků z různých českých periodik a uveřejnil jejich hodnocení filmu s následujícím výsledkem:
| Jméno            | Působení v periodiku | Hodnocení     |
| ---------------- | -------------------- | ------------- |
| Stanislav Bensch | Záběr                | 4/5 hvězdiček |
| Jiří Frühauf     | Kino                 | 5/5 hvězdiček |
| Pavel Melounek   | Zemědělské noviny    | 4/5 hvězdiček |
| Věra Míšková     | Rudé právo           | 4/5 hvězdiček |
| Miloš Petana     | Scéna                | 4/5 hvězdiček |
| Eva Zaoralová    | Film a doba          | 4/5 hvězdiček |